# Schwänberg
Schwänberg ist eine Siedlung in der Gemeinde Herisau im Schweizer Kanton Appenzell Ausserrhoden. Er ist die älteste urkundlich erwähnte Örtlichkeit im Appenzellerland. Schwänberg hat ein Ortsbild von nationaler Bedeutung.

## Lage
Das Schwänberg liegt auf einer Terrasse in klimatisch günstiger Höhenlage zwischen dem Bahnhof Schachen der Bahnstrecke Herisau–Degersheim, dem Wissbach und der Glatt.
Schwänberg, heute nur mit einer Stichstrasse erschlossen, lag im Mittelalter an einer wichtigen Verkehrsverbindung zwischen Herisau/Gossau und dem Untertoggenburg.

## Geschichte

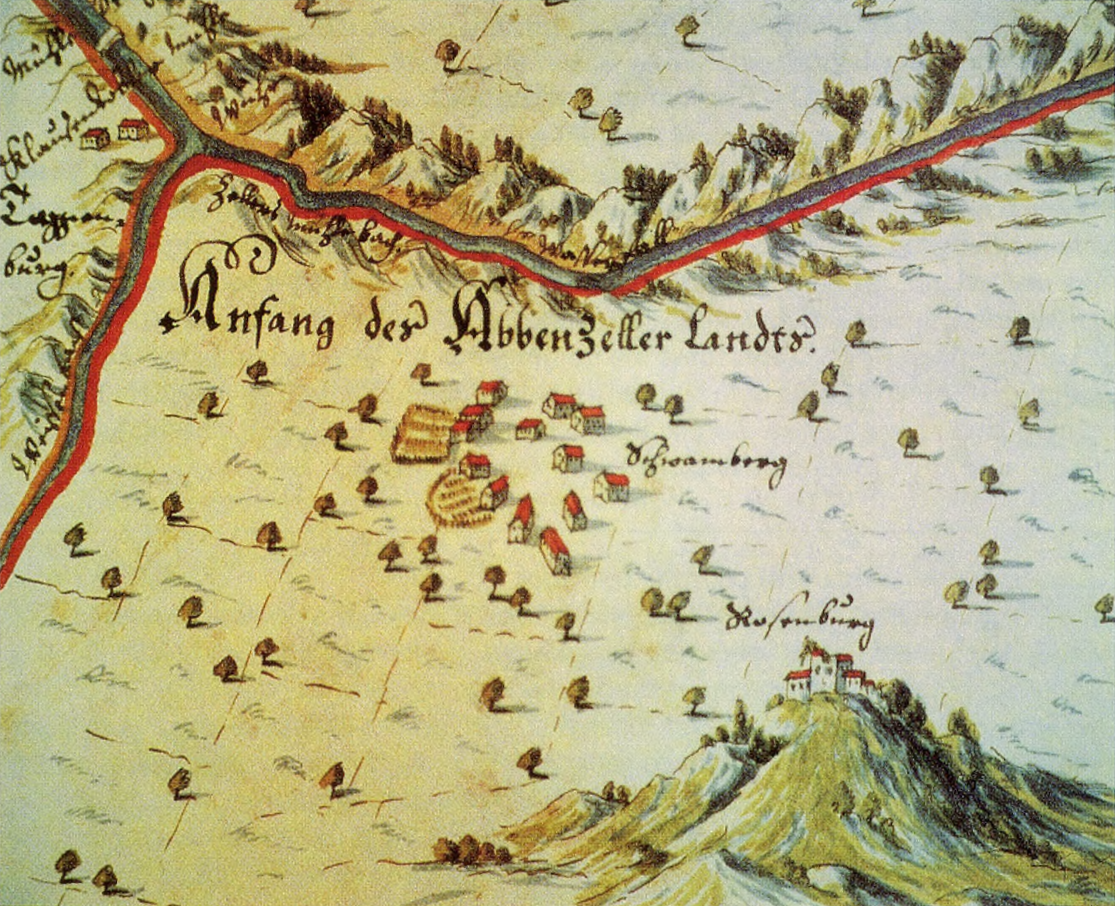
Burg Rosenburg (vorne) und Schwänberger Terrasse nach dem fürstäbtischen Grenzatlas von 1730

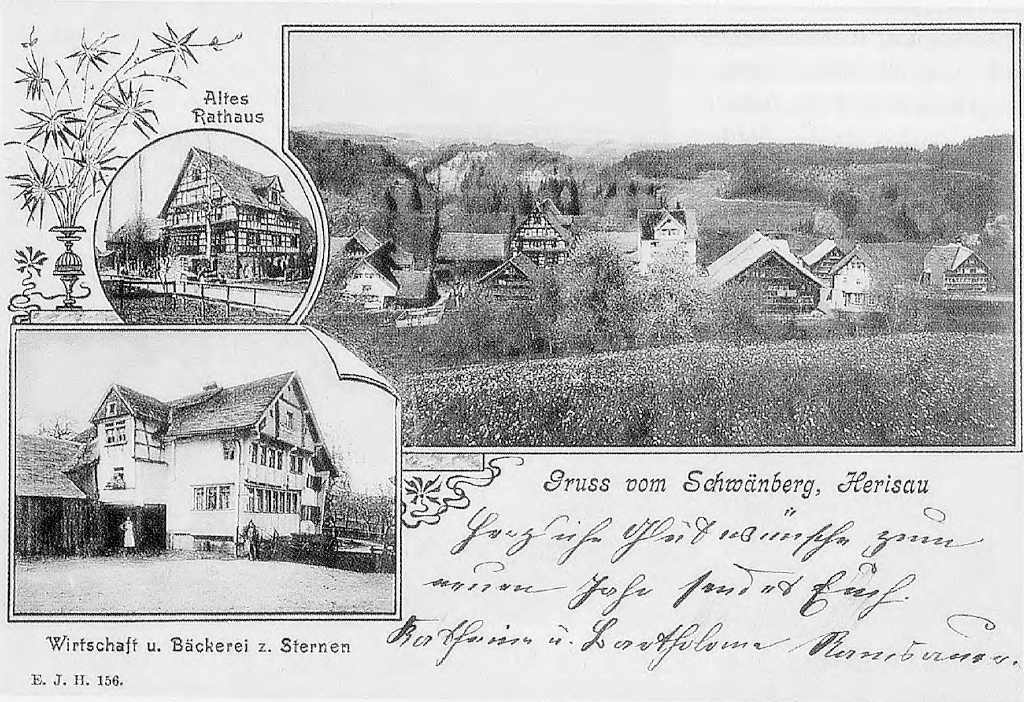
Ansichtskarte mit Gesamtansicht von Süden, etwa 1930

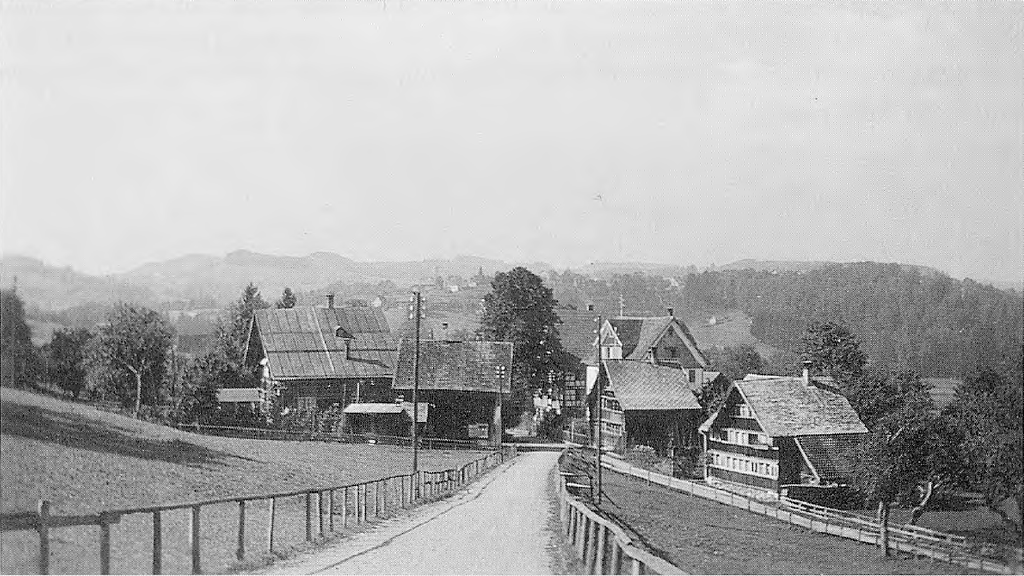
Blick auf den Ostteil von Schwänberg, etwa 1940

821 wurde die Siedlung als Suweinperac erstmals in einer Urkunde des Klosters St. Gallen erwähnt. Sie markiert den Beginn der von Norden nach Süden fortschreitenden alemannischen Besiedlung des Appenzellerlandes.
Bis zum Ende des Mittelalters nahmen Leute und Güter im Schwänberg eine rechtliche Sonderstellung ein. Innerhalb der Grundherrschaft des Klosters St. Gallen genossen sie gewisse Privilegien. Nach den Appenzellerkriegen gelang es Schwänberg, gegenüber der Kirchhöre Herisau eine Teilautonomie zu erhalten. Die Schar (Gemeindebezirk) Schwänberg umfasste 1780 über hundert Wohnhäuser westlich von Herisau. Sie bildete ein militärisches Organisationselement, übte Polizeifunktionen aus und war für die Feuerwehr zuständig. Die Schargemeinde hat vermutlich im grossen Saal des Alten Rathauses getagt.
In der ersten Hälfte des 17. Jahrhunderts wurde Schwänberg zum prestigeträchtigen Wohnsitz mancher Herisauer Magistratenfamilien. Im Auftrag von durch Handel, Medizin und Solddienst reich gewordenen Bauherren entstanden mehrere stattliche Privathäuser. Gegen Ende des 17. Jahrhunderts expandierte Herisau, und die führenden Familien verlegten ihren Wohnsitz ins Dorf oder in Dorfnähe. Textile Heimindustrie und Landwirtschaft wurden zur wirtschaftlichen Grundlage der kaum mehr anwachsenden Bevölkerung. Im Gegensatz zum übrigen Appenzellerland wurde der Ackerbau ausserordentlich lange beibehalten. Um 1830 wurde versucht, Maulbeerbäume zu pflanzen und Seidenraupen zu züchten.
Als um 1920 die Zeit der textilen Heimindustrie zusammenbrach, blieb einzig die Landwirtschaft als Erwerbsgrundlage. Die seit Ende des 20. Jahrhunderts zugezogenen jungen Leute führten zu einer Wiederbelebung der historischen Gebäude.

## Sehenswürdigkeiten

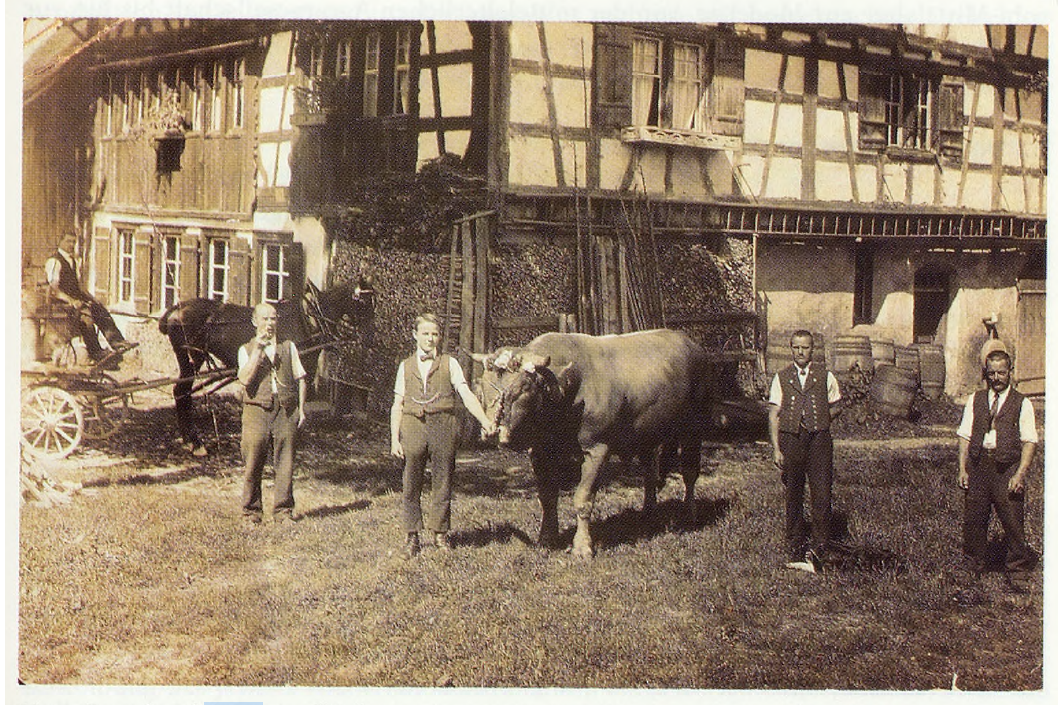
Die damaligen Bewohner des Alten Rathauses mit einem prämierten Stier. Untypisch für das Appenzellerland ist das Fachwerk des Rathauses.

Im Schwänberg sind auf kleinem Raum verschiedene Bautypen vom Holzstrickbau über einen Massivbau bis zum Riegelhaus anzutreffen.

### Altes Rathaus
Der herrschaftliche Riegelbau wurde zwischen 1627 und 1630 erbaut. Er hat allerdings nie als Rathaus gedient. Grisaillemalereien, Intarsienportale, aufwändig verzierte Türbeschläge und alte Appenzeller Möbel sind erhalten geblieben. Abweichend von der im Appenzellerland üblichen Strickbauweise wurde das Rathaus als Fachwerkbau erstellt. Im dritten Obergeschoss befindet sich ein Festsaal.
Das alte Rathaus ist weitgehend in ursprünglichen Zustand erhalten geblieben. Es weist viele Ähnlichkeiten mit dem kurz danach erbauten Alten Rathaus in Burgau bei Flawil auf. Das Alte Rathaus befindet sich am Schwänberg 2683.

### Rutenkaminhaus

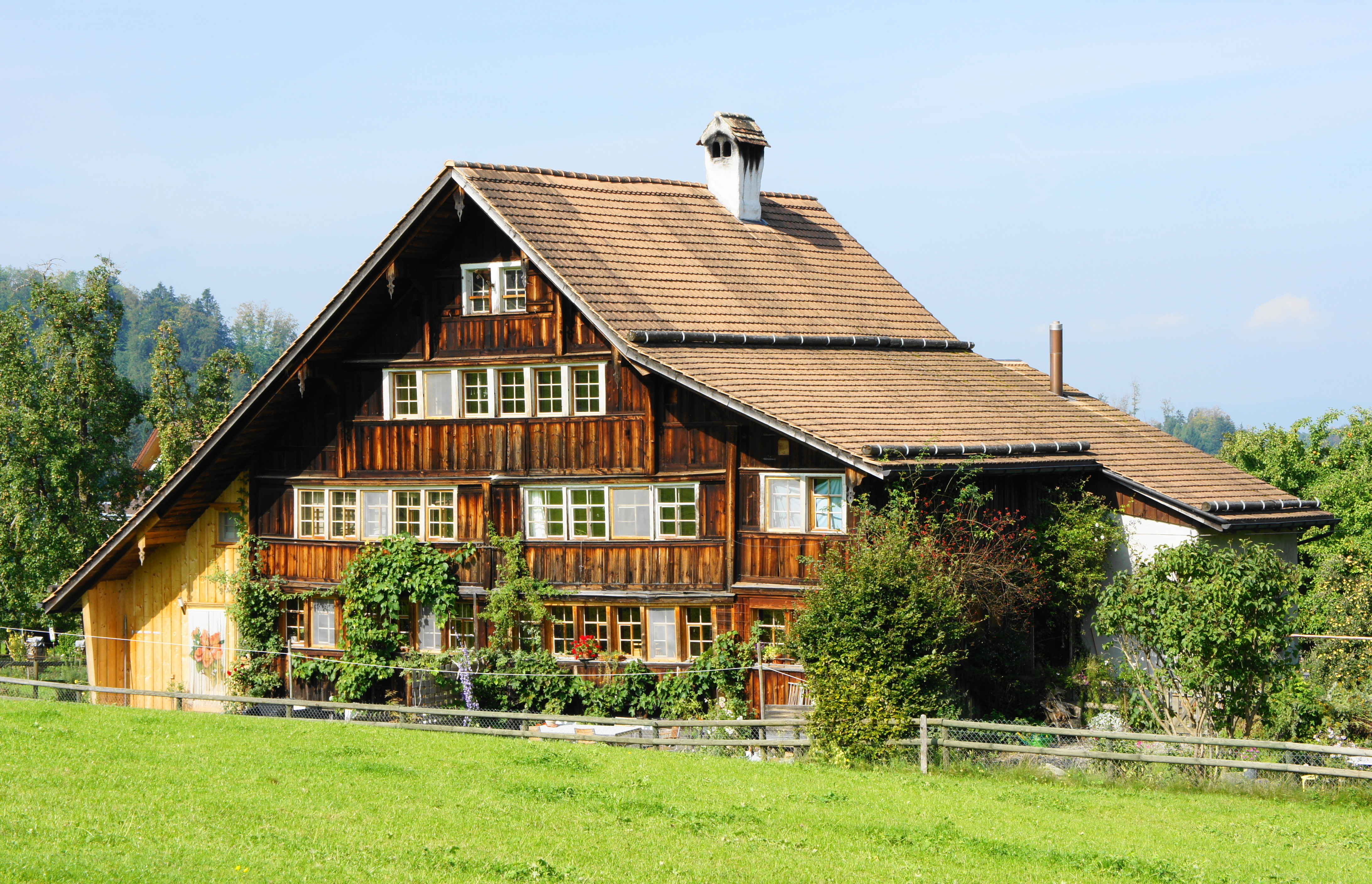
Rutenkaminhaus mit dem gemauerten Turmrumpf, rechts hinten

Das auf den ersten Blick wenig auffällige Rutenkaminhaus ist das älteste noch erhaltene Gebäude im Schwänberg und geht auf das Jahr 1491 zurück. Darin befinden sich Relikte eines spätmittelalterlichen Herrschaftshauses in Massivbauweise, von denen der Turmrumpf gut sichtbar ist.
Ende des 15. Jahrhunderts wurde wenige Meter neben dem Turm ein traufständiges Heidenhaus in Strickbauweise erbaut. 1590 wurde es mit Einbezug des Turmrumpfs vergrössert und zum giebelständigen Tätschdachhaus umgebaut. Im 17. Jahrhundert erfolgte eine Aufstockung, der Einbau eines Webkellers und der Umbau zum Steilgiebeldach. Das Rutenkaminhaus befindet sich am Schwänberg 2690.
In der Küche befinden sich drei Feuerstellen und darüber ein mächtiger, aus dem 17. Jahrhundert erhaltener und noch heute genutzter Rutenkamin. Damit wird der trichterförmige, sich bis zum Dach verengende Rauchfang bezeichnet. In der Wohnstube haben sich Wandmalereien im Stil der Spätrenaissance erhalten.

### Weisses Haus
Das sogenannte weisse Haus ist ein aus der Zeit des Dreissigjährigen Kriegs stammender Massivbau aus lokalem Tuffstein in der Manier der Schwyzer Herrenhäuser. Um etwa 1700 wurde die Raumeinteilung den Bedürfnissen der nun im Gewerbe und der Landwirtschaft tätigen Bevölkerung angepasst. Erhalten geblieben sind einzelne sandsteinerne Tür- und Fenstergewände im Stil der Spätrenaissance, mehrere geschnitzte Holzstürze von Innentüren und der riesige gewölbte Kellerraum. Das Weisse Haus befindet sich am Schwänberg 2681.

### Wissbach-Holzbrücke

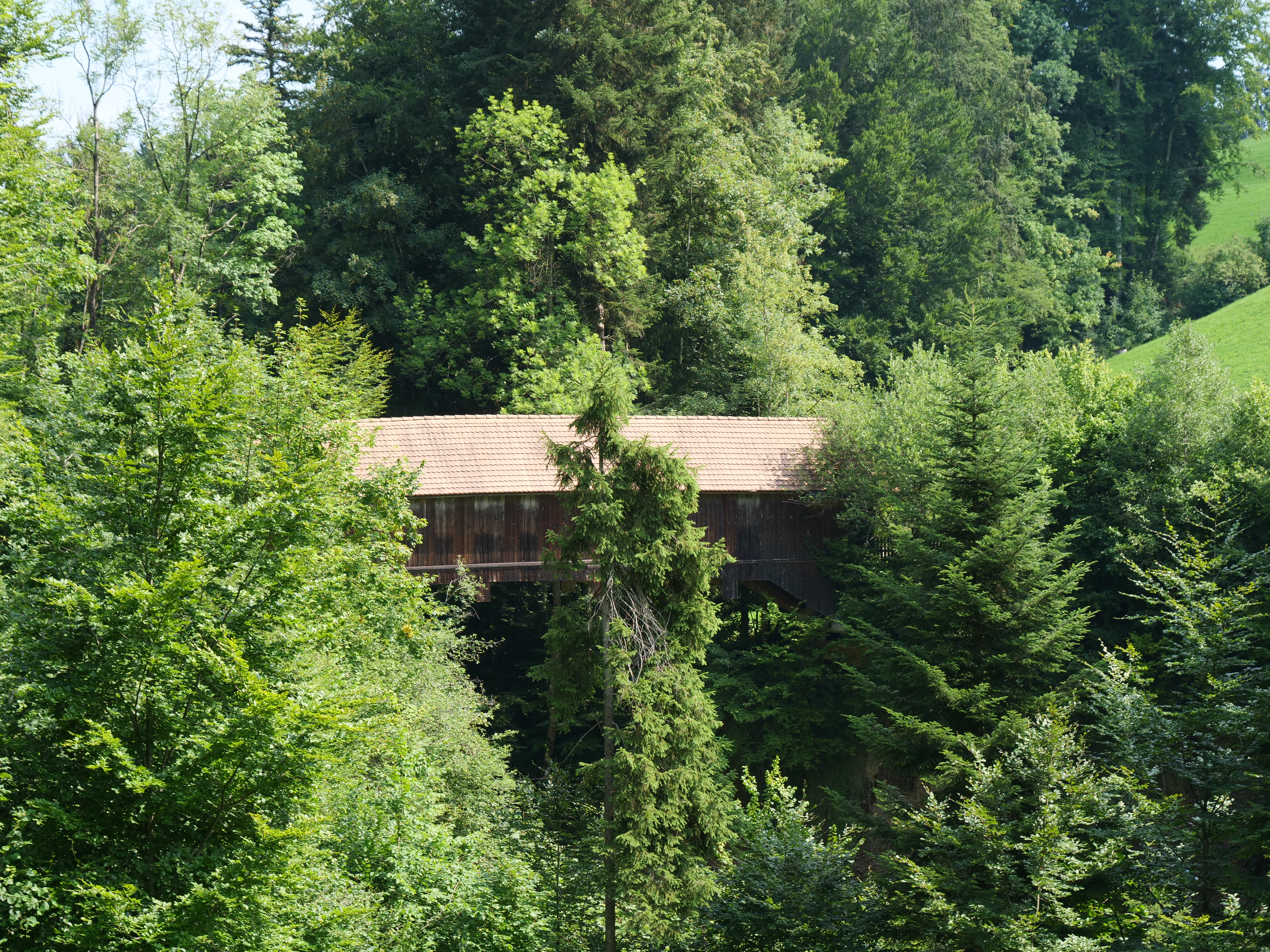
Schwänbergbrücke über den Wissbach

Die gedeckte Wissbach-Holzbrücke oder Schwänbergbrücke aus dem Jahr 1782 liegt hälftig auf dem Gemeindegebiet von Herisau und Flawil.

### Turbinenhäuschen
Kurz vor der Schwänbergbrücke befindet sich das Turbinenhäuschen Schwänberg, das zum Kraftwerk Schwänberg gehört. Der zugehörige aufgestaute Weiher wird als Stüdliweiher bezeichnet.

## Bilder

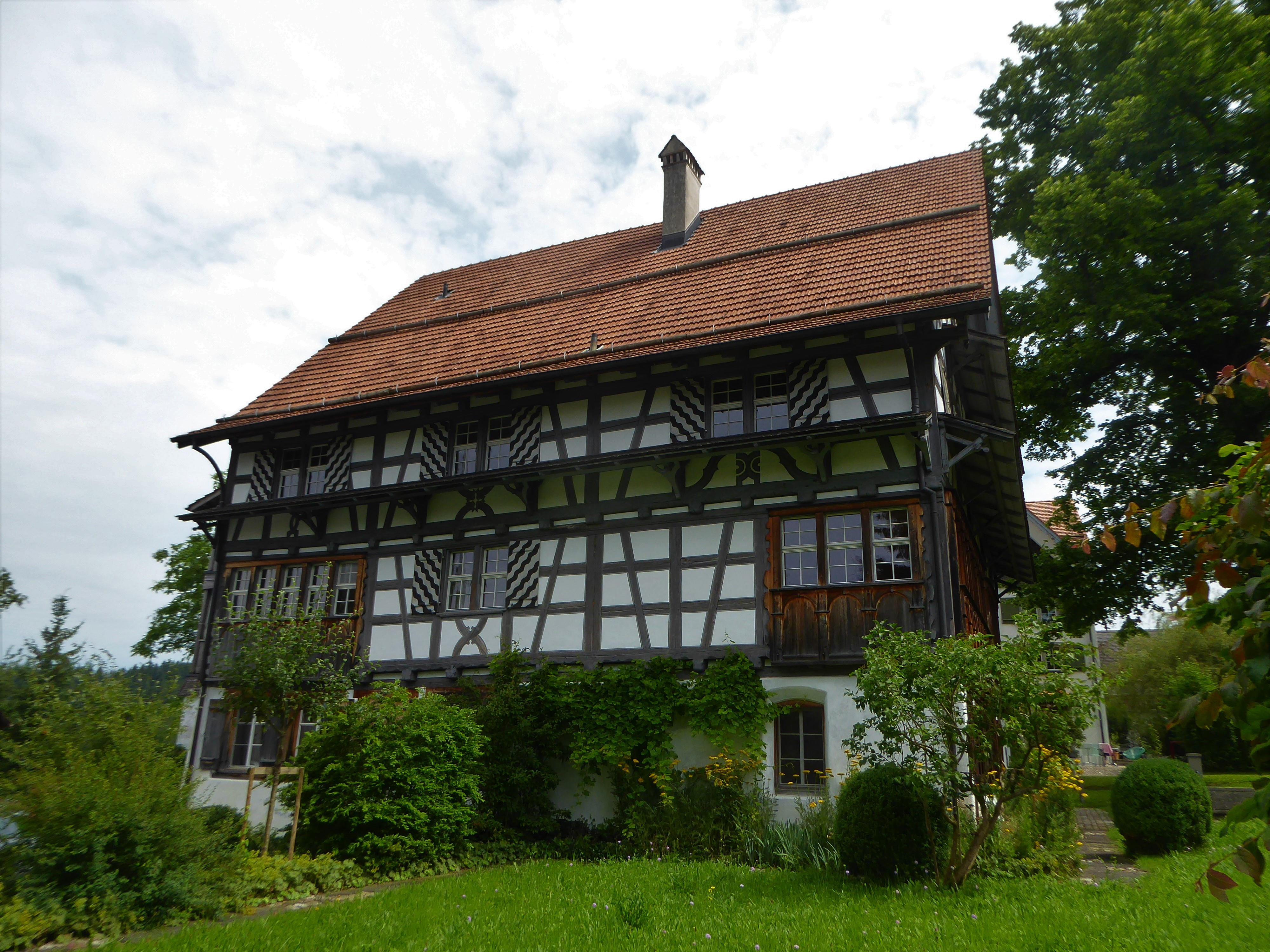
Traufseite des Alten Rathauses
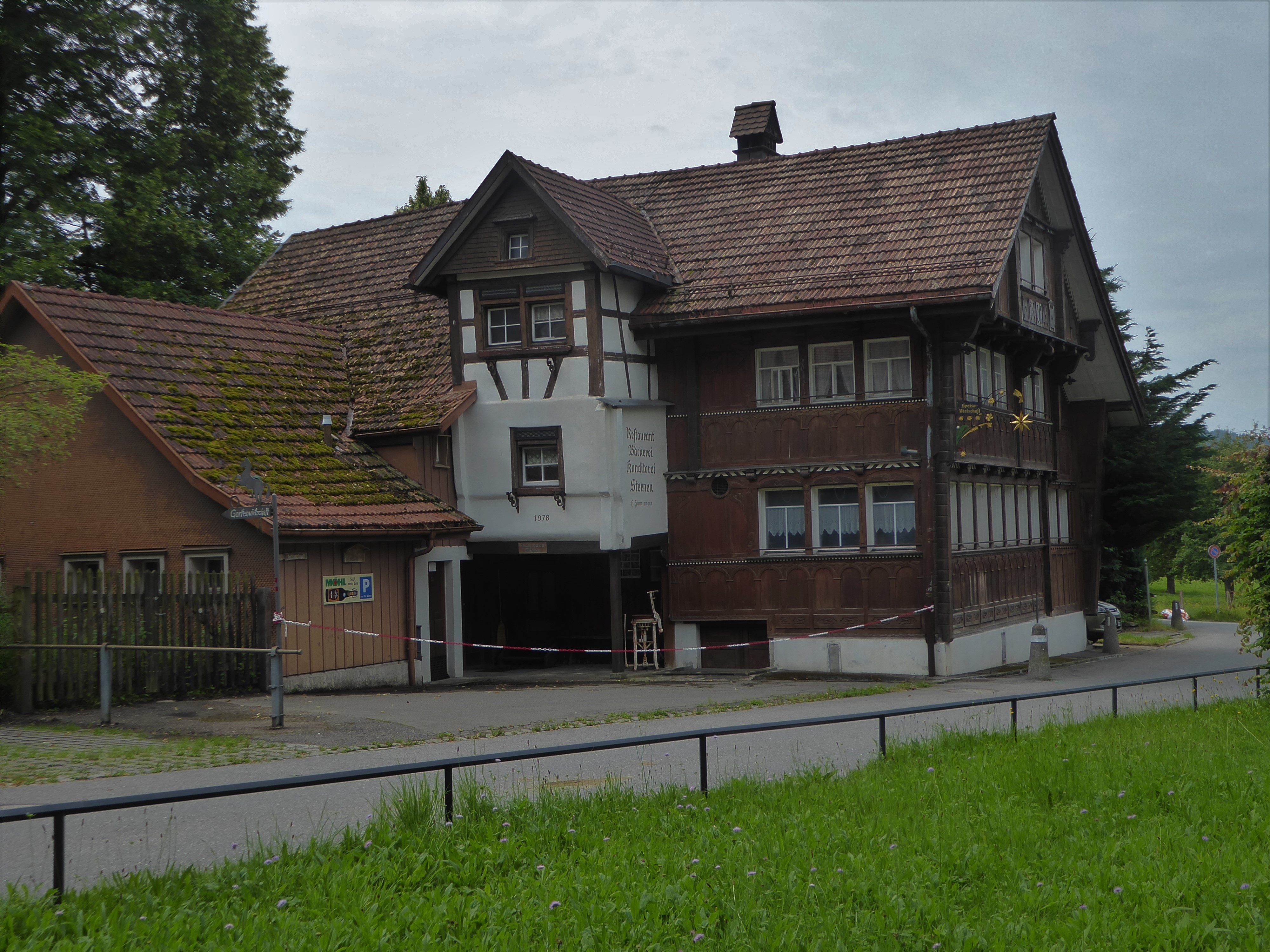
Restaurant Sternen
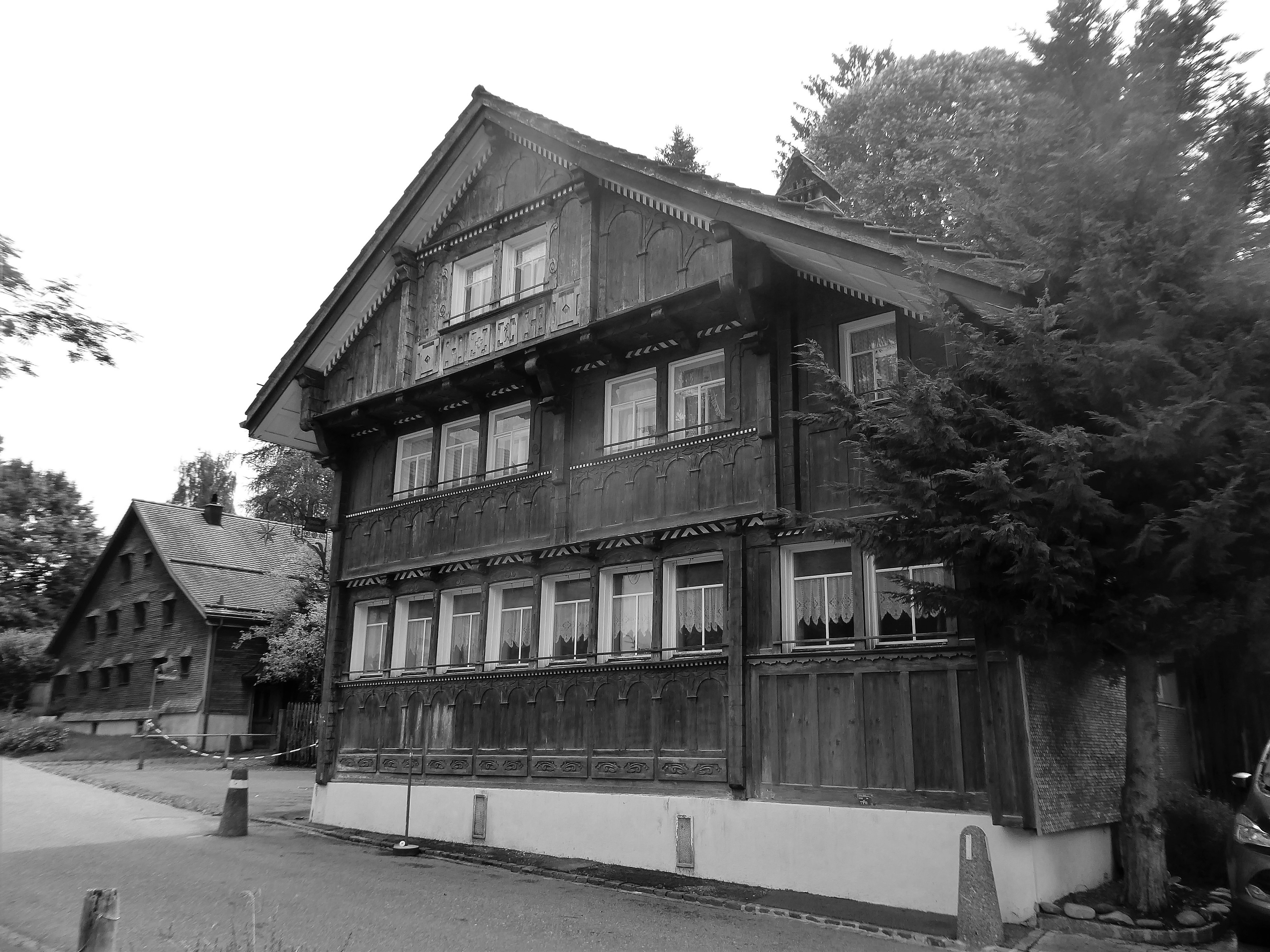
Giebelseite des „Sternens“
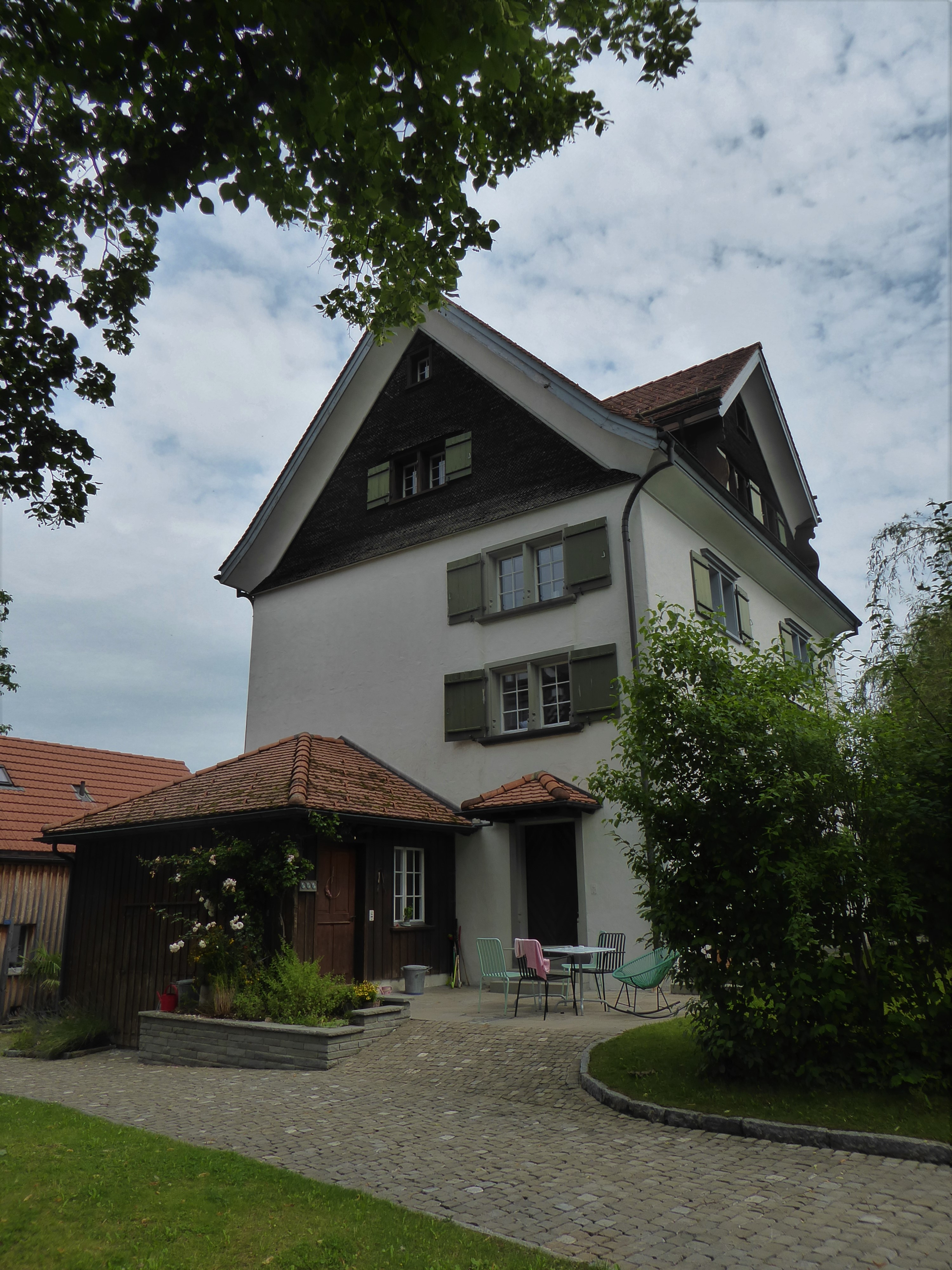
Weisses Haus
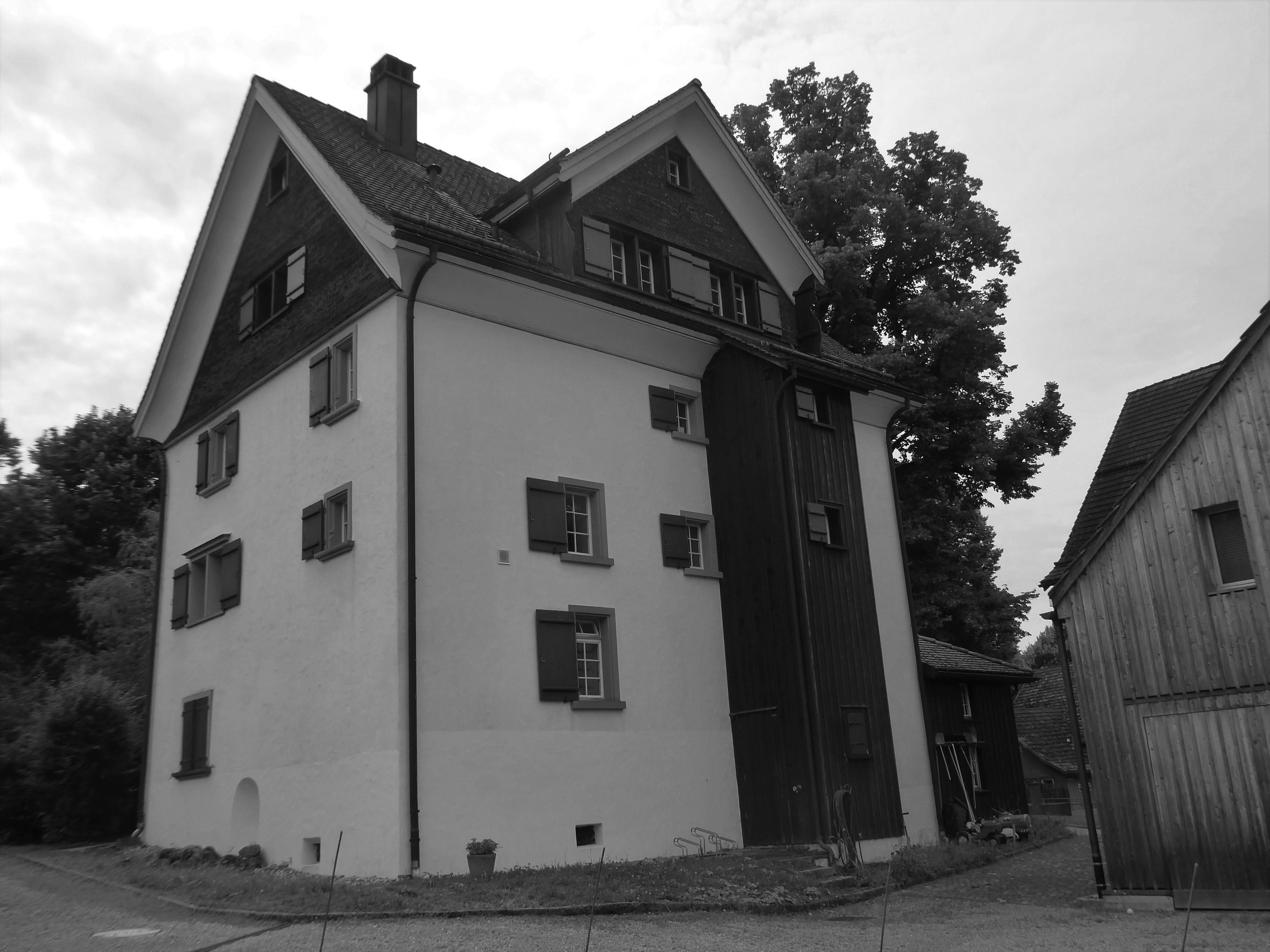
Rückseite des Weissen Hauses
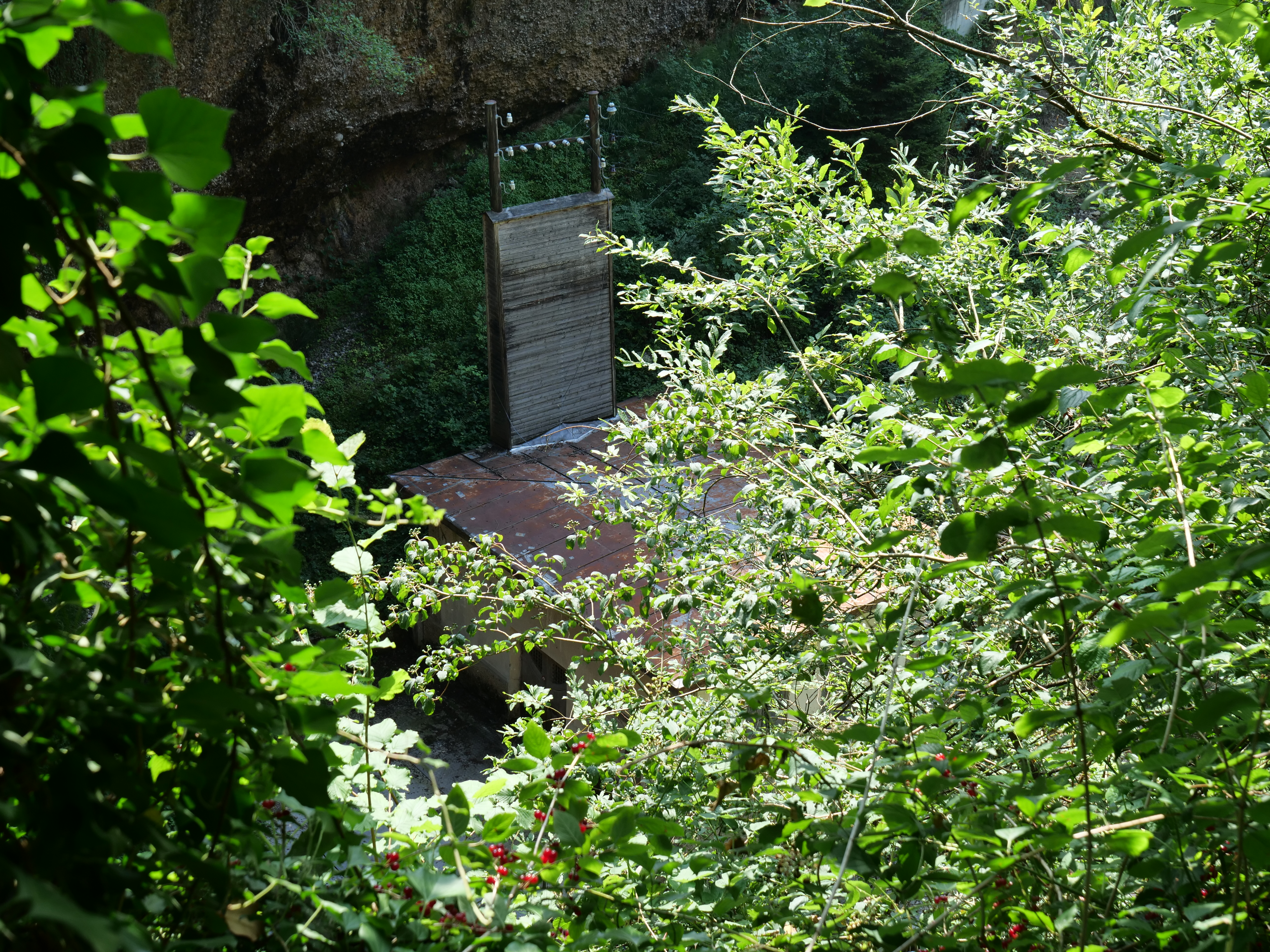
Turbinenhäuschen